# Ismail Youssef
Ismail Youssef (en árabe: إسماعيل يوسف‎; Guiza, Egipto, 28 de junio de 1964) es un exfutbolista y entrenador de fútbol de Egipto que jugaba en la posición de centrocampista y actualmente dirige al ZED FC. Es el hermano menor del también futbolista Ibrahim.

## Carrera

### Club
Jugó toda su carrera con el Zamalek SC de 1983 a 1997 con el que fue campeón nacional de liga en cuatro ocasiones, ganó una copa nacional, ganó cuatro veces la Copa Africana de Clubes Campeones, dos veces la Supercopa de la CAF y dos veces la Copa Afroasiática.

### Selección nacional
Jugó para Egipto en 86 ocasiones de 1987 a 1997 y anotó cuatro goles; participó en la Copa Mundial de Fútbol de 1990 y en tres ediciones de la Copa Africana de Naciones.

### Entrenador
| Periodo   | Club                 |
| --------- | -------------------- |
| 2007–2010 | El Gouna FC          |
| 2010–2011 | Itesalat             |
| 2012      | Zamalek SC           |
| 2013–2014 | El Entag El Harby SC |
| 2020-     | ZED FC               |

## Logros
- Egyptian Premier League (4): 1983-84, 1987–88, 1991–92, 1992-93.
- Egypt Cup (1): 1987-88.
- African Cup of Champions Clubs (4): 1984, 1986, 1993, 1996.
- CAF Super Cup (2): 1994, 1997.
- Afro-Asian Club Championship (2): 1987, 1997.